# Bernd Meyer (Verfahrenstechniker)

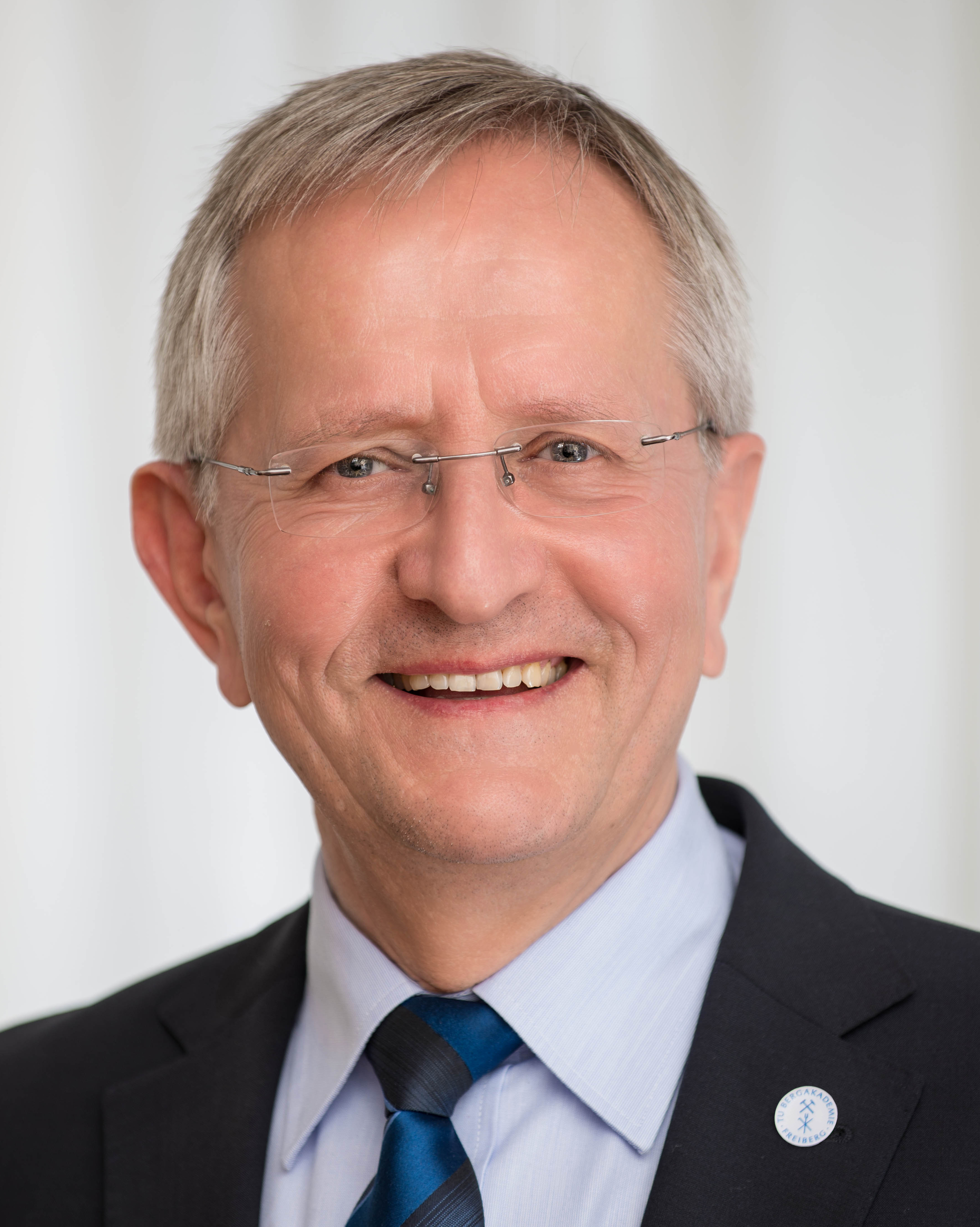
Bernd Meyer

Bernd Meyer (* 29. April 1952 in Annaberg-Buchholz) ist ein deutscher Verfahrens- und Brennstofftechniker. Er war von 1994 bis 2021 Professor für Energieverfahrenstechnik und thermische Rückstandsbehandlung und Direktor des Instituts für Energieverfahrenstechnik und Chemieingenieurwesen der Technischen Universität Bergakademie Freiberg. Zwischen 2008 und 2015 war er der 39. Rektor der Technischen Universität Bergakademie Freiberg. Meyer leitete seit 2017 das Geschäftsfeld „Chemische Umwandlungsprozesse“ des Fraunhofer-Instituts für Mikrostruktur von Werkstoffen und Systemen (IMWS) in Halle (Saale) und von 2019 bis 2021 die neue IMWS-Außenstelle für Kohlenstoff-Kreislauf-Technologien in Freiberg. Seit 2020 ist er geschäftsführender Direktor des Zentrums für effiziente Hochtemperatur-Stoffwandlung (ZeHS).

## Leben
Meyer studierte Verfahrenstechnik an der Technischen Hochschule Leuna/Merseburg sowie an der TU Bergakademie Freiberg und promovierte 1978 zum Dr.-Ing. Seine berufliche Laufbahn begann am Deutschen Brennstoffinstitut in Freiberg in der Forschung und Entwicklung auf dem Gebiet von Brennstofftechnologien. Nach der Ausreise aus der DDR im April 1989 arbeitete er in Köln bei der Rheinbraun AG als leitender Angestellter im Bereich FuE für Vergasungstechnologien und Kraftwerkstechnik.
Von 1994 bis 2021 war Meyer Institutsdirektor des Instituts für Energieverfahrenstechnik und Chemieingenieurwesen und Professor für Energieverfahrenstechnik und thermische Rückstandsbehandlung an der TU Bergakademie Freiberg. Die Professur verfügt über eine Forschungsausstattung mit großen Technikums- und industrieähnlichen Pilotanlagen zur Vergasungstechnik, Gasreinigung und Kraftstoffsynthese.
Von 2000 bis 2002 war Meyer Dekan der Fakultät für Maschinenbau, Verfahrens- und Energietechnik, und von 2002 bis 2005 Mitglied des Senats der TU Bergakademie Freiberg.
Er gründete 2006 die International Freiberg Conference on IGCC&XtL Technologies (IFC). Sie ist heute eine der führenden internationalen Konferenzen zur stofflichen Nutzung von primären und sekundären Energieträgern und zur Kohlenstoffkreislaufwirtschaft.
Von 2008 bis 2015 war Meyer für zwei Amtsperioden Rektor der TU Bergakademie Freiberg. In seiner Amtszeit wurde 2011 das Helmholtz-Institut Freiberg für Ressourcentechnologie gegründet und 2014 am historischen Studienort von Michail Wassiljewitsch Lomonossow in Freiberg das Lomonossow-Haus mit Wohn- und Studienhaus sowie einem Lomonossow-Salon eingeweiht.
Meyer ist seit 2009 Sprecher des Zentrums für Innovationskompetenz für Virtuelle Hochtemperatur-Konversionsprozesse „Virtuhcon“.
2014 gründete er die DBI-Virtuhcon GmbH, An-Institut der TU Bergakademie Freiberg, deren wissenschaftlicher Leiter und Geschäftsführer er ist.
Von 2017 bis 2021 leitete er das Geschäftsfeld Chemische Umwandlungsprozesse am Fraunhofer-Institut für Mikrostruktur von Werkstoffen und Systemen IMWS/Halle und von 2019 bis 2021 die neue geschaffene IMWS-Außenstelle für Kohlenstoff-Kreislauf-Technologien in Freiberg.
Meyer gehört der Sächsischen Akademie der Wissenschaften und dem Energiebeirat des Sächsischen Wirtschaftsministers an. Seine Expertise liegt bei der chemischen Nutzung von Energieträgern und Technologien für die Kohlenstoffkreislaufwirtschaft, speziell der Vergasungstechnik.
Er erhielt folgende internationalen Ehrungen und Anerkennungen:
- 2012 Ehrendoktorwürde der Nationalen Bergbauuniversität in Dnipropetrowsk (Ukraine),
- 2015 Ehrenprofessor der Lomonossow-Universität (Moskau)[7] und Ehrenwissenschaftler der Russischen Föderation,[8][9]
- 2016 Ehrendoktorwürde der Bergbau-Universität St. Petersburg,[10]
- 2018 Distinguished Scientist der Chinese Academy of Science President’s International Fellowship Initiative (PIFI) und High-End Foreign Talent der Provinz Shanxi (China) sowie Gastprofessor an der East China University of Science and Technology Shanghai (China),
- 2019 Expert des International Competence Centre for Mining-Engineering Education (UNESCO), und
- 2020–2024 Gastprofessor der Chinesischen Academy of Sciences (CAS) am Institut für Coal Chemistry (ICC).
- 2022 Ehrensenator der[11] TU Bergakademie Freiberg

Seit 2020 ist Meyer geschäftsführender Direktor des Zentrums für effiziente Hochtemperatur-Stoffwandlung (ZeHS). Am ZeHS wird die an der TU Bergakademie Freiberg vorhandene Expertise für Hochtemperaturprozesse und Hochtemperatur-Materialien zusammengeführt und als integrierte FuE-Plattform wirksam.
Seit 2021 ist Meyer weiterhin aktiv an der Professur für Energieverfahrenstechnik, Institut für Energieverfahrenstechnik und Chemieingenieurwesen als Forschungskoordinator und wissenschaftlicher Projektleiter.
Meyer ist verheiratet und hat zwei Kinder.

## Publikationen
- Reaktionskinetik der Methan-Wasserdampf-Konvertierung am Katalysator GIAP 3-6 N. Diss. Freiberg 1978.
- Petr A. Nikrityuk, Bernd Meyer (Hrsg.): Gasification Processes: Modeling and Simulation. Monographie, 1. Auflage, Wiley-VCH, Weinheim 2014, ISBN 978-3-527-33550-3.
- Vladimir Litvinenko, Bernd Meyer (Hrsg.): Syngas Production: Status and Potential for Implementation in Russian Industry. Springer-Verlag, 2017, ISBN 978-3-319-70962-8.
- Steffen Krzack, Heiner Gutte, Bernd Meyer: Stoffliche Nutzung von Braunkohle. Springer Verlag, 2018, ISBN 978-3-662-46250-8.